# 趙金姑
趙 金姑（ちょう きんこ、1120年 - ?）は、北宋の徽宗の第31皇女（夭逝を除いて第20皇女）。

## 経歴
慶福帝姫の位を授けられた。
靖康の変後、慶福帝姫は金に連行された。洗衣院で育てられ、成長後に熙宗に献じられた。皇統元年（1141年）9月、妃に封ぜられた。

## 伝記資料
- 『皇第三十一女特封慶福帝姫制』
- 『靖康稗史箋證』
- 『宋会要輯稿』